# قلعة نصير (كوشك)
قلعة نصير (بالفارسية: قریه نصیر) هي منطقة سكنية تقع في إيران في قسم كوشك الريفي. يقدر عدد سكانها بـ 34 نسمة بحسب إحصاء 2016.